# Azoxystrobin
Azoxystrobin ist eine chemische Verbindung aus der Gruppe der Strobilurine und Methoxyacrylate, die als Fungizid in der Landwirtschaft eingesetzt wird. Die Verbindung wurde bei Imperial Chemical Industries (danach AstraZeneca, jetzt Syngenta) entwickelt und 1996 auf den Markt gebracht.

## Gewinnung und Darstellung
Azoxystrobin wird ausgehend von 3H-Benzofuran-2-on hergestellt.

## Wirkungsweise und Anwendung

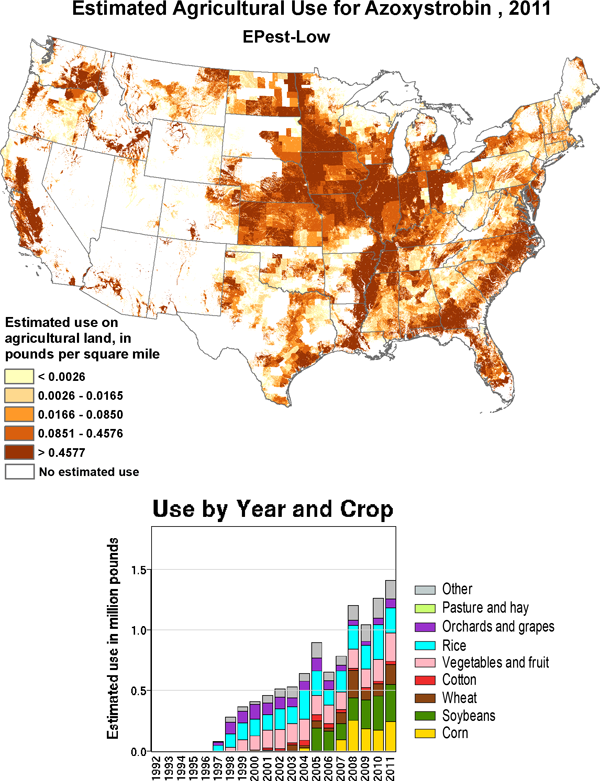
Geschätzte Ausbringungsmenge in den USA 2011

Azoxystrobin wirkt durch Hemmung der Cytochrom c-Reduktase an der Qo-Stelle und blockiert damit die Zellatmung in den Mitochondrien der Pilze. Dadurch werden Keimung und Entwicklung der Sporen gehemmt.
Das Fungizid wird bei einer Reihe von Nutzpflanzen, wie Getreide, Reis, Obst, Kartoffeln, Tomaten sowie gegen Pilzinfektionen im Weinbau eingesetzt.

## Umweltaspekte
Azoxystrobin wirkt toxisch auf Wasserorganismen, ist jedoch nicht bienengefährlich; auch Regenwürmer, Schwebfliegen und Schlupfwespen werden nicht geschädigt. Der Abbau im Boden sowie in Pflanzen geschieht rasch mit einer Halbwertszeit von 3 bis 39 Tagen im Boden.

## Zulassung
Der Wirkstoff Azoxystrobin wurde 1998 in die Liste der in der Europäischen Union zulässigen Wirkstoffe von Pflanzenschutzmitteln aufgenommen. Die Wirkstoffzulassung wurde mehrmals verlängert, 2011 legte die EU-Kommission dabei auch einen Höchstwert für die Verunreinigung Toluol sowie einen strengeren Schutz von Wasserorganismen fest.
In vielen Staaten der EU, so auch in Deutschland und Österreich, sowie in der Schweiz sind verschiedene Pflanzenschutzmittel mit diesem Wirkstoff zugelassen.

## Handelsnamen
Amistar, Quadris, Ortiva, Pyroxystrobin